# Cleome dendroidea
Cleome dendroidea är en paradisblomsterväxtart som beskrevs av Julius Hermann Schultes. Cleome dendroidea ingår i släktet paradisblomstersläktet, och familjen paradisblomsterväxter. Inga underarter finns listade i Catalogue of Life.